# 高山利弘
高山 利弘（たかやま としひろ、1959年4月3日 - ）は、日本の国文学者。群馬大学社会情報学部教授。専門は中世日本文学・日本文化研究。

## 来歴・人物
- 1959年4月 群馬県富岡市生まれ
- 1978年3月 群馬県立高崎高等学校卒業
- 1982年3月 千葉大学人文学部人文学科国文学専攻卒業
- 1984年3月 名古屋大学大学院文学研究科修士前期課程修了
- 1986年9月 名古屋大学大学院文学研究科博士後期課程中退

## 研究テーマ
- 『源平闘諍録』研究
- 説話や伝承の解読に基づく日本文化の研究

## 著書
- 『読四部合戦状本平家物語』（有精堂出版、1995年）
- 『校訂延慶本平家物語（二）』（汲古書院、2001年）
- 『校訂延慶本平家物語（七）』（汲古書院、2006年）
- 『スロベニアと群馬の架け橋』（群馬大学社会情報学部とリュブリャーナ大学文学部の交流、2007年）
- 『校訂延慶本平家物語（十一）』（汲古書院、2009年）

## 所属学会
- 中世文学会
- 日本文学協会
- 軍記・語り物研究会
- 名古屋大学国語国文学会
- 千葉大学文学部日本文化学会